# 桲椤树镇
桲椤树镇，是中华人民共和国河北省承德市平泉市下辖的一个乡镇级行政单位。总面积137平方公里，总人口约2万。
2012年，河北省民政厅批复同意撤销郭杖子满族乡，设立桲椤树镇，镇人民政府驻桲椤树村永胜街517号。

## 行政区划
桲椤树镇下辖以下地区：
桲椤树社区村、东门杖子村、李家庄村、二道沟村、倪杖子村、南黄土梁子村、于杖子村、下营坊村和八十亩地新村。